# Fascia cervicale
La fascia cervicale è una fascia del collo, ovvero una struttura connettivale che circonda i muscoli, i vasi e gli organi cervicali.
Nella fascia cervicale sono individuabili tre dispositivi fasciali distinti: le fasce cervicali superficiale, media e profonda; tra le tre fasce si trovano due logge interfasciali.

## Fascia cervicale superficiale
Nota anche come lamina superficiale, si trova immediatamente al di sotto del tegumento e del muscolo platisma.
Dalla linea mediana (linea alba cervicale), dove si presenta ispessita, si porta lateralmente sdoppiandosi per avvolgere i muscoli sternocleidomastoidei. Al di dietro di questi si ricostituisce in un unico foglio che, attraversata la regione sopraclavicolare, si sdoppia nuovamente per avvolgere il muscolo trapezio e fissarsi in corrispondenza dell'origine di questo.
Il margine superiore della fascia si fissa al margine inferiore del corpo della mandibola e posteriormente prende attacco alla faccia esterna del processo mastoideo, alla linea nucale superiore e alla protuberanza occipitale esterna.
Il margine inferiore si connette all'incisura giugulare dello sterno, al margine anteriore della clavicola, al margine anteriore dell'acromion e al margine posteriore della spina della scapola. Al di sopra dell'incisura giugulare la fascia si sdoppia in due foglietti che si fissano ai labbri anteriore e posteriore dell'incisura stessa delimitando così lo spazio sovrasternale in cui si trova l'arco venoso del giugulo.
La superficie esterna della fascia è in rapporto con lo strato sottocutaneo; quella interna corrisponde, fino al livello dei muscoli muscolo omoioidei, alla fascia cervicale media e aderisce al corpo dell'osso ioide; lateralmente è in rapporto con i muscoli scaleni.

## Fascia cervicale media
Nota anche come lamina pretracheale, è una lamina triangolare a base inferiore e apice superiore teso trasversalmente tra i due muscoli omoioidei e tra l'osso ioide. Inferiormente aderisce alla faccia posteriore dello sterno e al margine posteriore della clavicola. Un suo sdoppiamento posteriore, originato dietro al manubrio dello sterno, scende nel mediastino fino alla parte superiore del pericardio.
Lateralmente la fascia cervicale media termina avvolgendo i muscoli omoioidei.
La superficie esterna corrisponde alla fascia cervicale superficiale, la superficie interna si mette in rapporto con la ghiandola tiroide, con la laringe, con la trachea e il fascio vascolonervoso del collo aderendo al connettivo denso formando la guaina carotidea.

## Fascia cervicale profonda

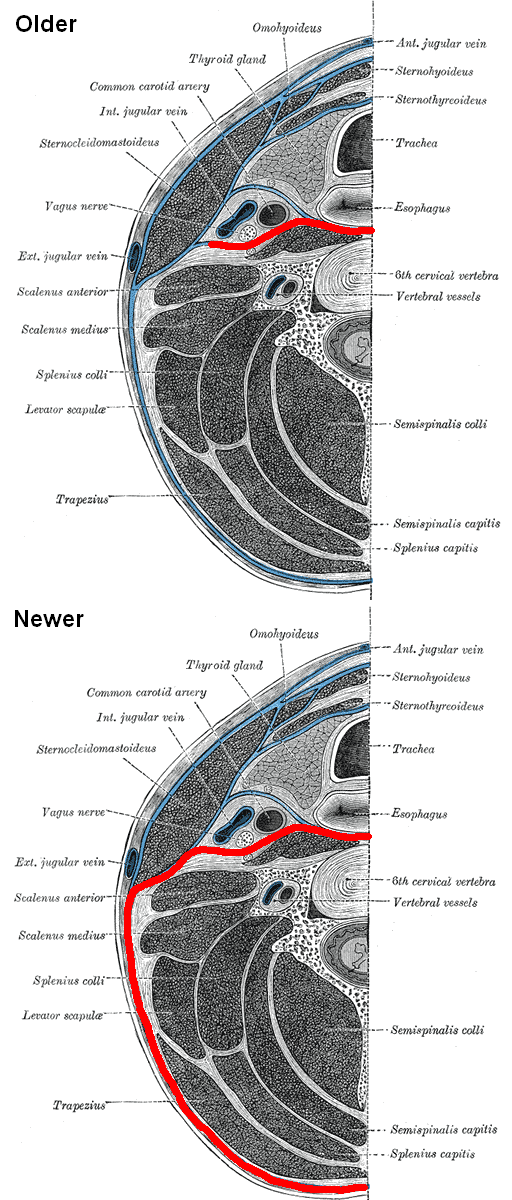
Andamento della lamina prevertebrale: sotto, la moderna definizione

Nota anche come lamina prevertebrale, ha forma quadrilatera e si pone sui muscoli prevertebrali e sui corpi delle vertebre cervicali e prime toraciche.
Il margine superiore si fissa alla parte basilare dell'osso occipitale; il margine inferiore si perde nel mediastino posteriore; i margini laterali si fissano ai tubercoli anteriori dei processi trasversi delle vertebre cervicali. La faccia anteriore è in rapporto con la faringe, la laringe, l'esofago e il fascio vascolonervoso del collo.
Nel passato, come ad esempio nella prima edizione dell'Anatomia del Gray, il dispositivo fasciale definito come lamina prevertebrale era limitata alla parte anteriore di quella a cui ci si riferisce modernamente, ovvero a quella porzione situata tra l'esofago e il corpo vertebrale.

## Loggia interfasciale anteriore
Si trova tra la fascia cervicale superficiale e media. Contiene i muscoli sottoioidei. Risulta chiusa inferiormente, a livello dell'incisura giugulare dello sterno.

## Loggia interfasciale posteriore
Si trova tra la fascia cervicale media e profonda. Contiene la ghiandola tiroide, la laringe, la trachea, l'esofago, le arterie carotidi, la vena giugulare interna e il nervo vago. Non è chiusa inferiormente e prosegue nel mediastino.